# Conselleria de Presidència, Administracions Públiques i Justícia de la Xunta de Galícia
La Conselleria de Presidència, Administracions Públiques i Justícia (en gallec Consellería de Presidencia, Administracións Públicas e Xustiza) és una conselleria de la Xunta de Galícia que té com a funcions principals la gestió de les relacions de la Xunta amb les administracions locals i de justícia. També s'ocupa de la gestió interna i de l'administració autonòmica, així com de la Unitat de Policia Autònoma de Galícia.

## Història
La conselleria de Presidència va tenir diferents denominacions i funcions al llarg de la seva història. Endemés, durant alguns períodes comportava aparellat el càrrec de vicepresident de la Xunta.
En 1983 (per uns mesos) i després des de 1983 fins a 1990 va absorbir endemés les competències de la Conselleria de Justícia i Interior. Durant la major part de la seva existència, entre 1990 i 1993, i 2005 i 2009 la conselleria integrà també l'àrea de Relacions Institucionals (vegeu també Conselleria de Relacions Institucionals).

## Estructura interna

### Secretaries i direccions generals
Endemés de la necessària Secretaria General de la conselleria, la conselleria de Presidència compta amb les següents direccions generals:
- Direcció general de Justícia: Juan José Martín Álvarez
- Direcció general d'Administració local: Norberto Uzal
- Direcció general de Relacions institucionals i parlamentàries: Roberto Castro
- Direcció general d'Emergències i interior: Santiago Villanueva Álvarez
- Direcció general de Relacions exteriors i amb la Unió Europea: Xesús Gamallo
- Direcció general d'Avaluació i reforma administrativa: Jaime Bouzada

### Ens adscrits a la conselleria
- Escola Galega de Administración Pública (EGAP)
- Centro de Seguridade Pública de Galicia
- Unitat de Policia Autònoma de Galícia
- Instituto de Medicina Legal de Galicia (IMELGA)

## Consellers
- Xosé Luís Barreiro Rivas (1982-1983). Primer com a conseller de Presidència i en 1983 com a conseller de Presidència i Justícia. Aquest mateix any torna a ser únicament conseller de Presidència, però amb l'afegit d'ocupar la vicepresidència d'assumptes polítics.
- Manuel Ángel Villanueva Cendón (1986-1987)
- Pablo González Mariñas (1987-1989)
- Dositeo Rodríguez (1989-1999). Conseller de Presidència i Administració Pública.
- Jaime Pita Varela (1999-2005). Conseller de Presidència i Administració Pública, i a partir de 2001, conseller de Presidència, Relacions Institucionals i Administració Pública.
- José Luis Méndez Romeu (2005-2009). Conseller de Presidència, Administracions Públiques i Justícia.
- Alfonso Rueda Valenzuela (2009-).